# 아제르바이잔 국가 백과사전
《아제르바이잔 국가 백과사전》(아제르바이잔어: Azərbaycan Milli Ensiklopediyası)은 2010년에 출판된 아제르바이잔어로 쓰인 종합 백과사전이다.

## 역사
아제르바이잔어 백과사전을 출판하는 것은 20세기 초에 처음 시도되었으나 실현되지 않았다. 아제르바이잔 소비에트 백과사전에 대한 출판 결정이 1965년 12월 30일에 서명되었고, 1970년에 제1권이 출판되었으나, 소비에트 법령 위반을 이유로 출판이 중단되었다. 이는 1975년에 내려진 명령에 따라 다시 회복되었다. 1976년부터 1987년 동안에는 백과사전의 새로운 판이 출판되었다.
《아제르바이잔 국가 백과사전》에 대한 출판 결정은 독립 후인 2000년 5월 30일에 서명되었다. 2004년 5월 5일에는 《아제르바이잔 국가 백과사전》의 출판 준비를 위한 연구소의 설립에 대한 대통령령이 서명되었다. 얼마 후 백과사전은 아제르바이잔 국립 과학 아카데미 산하의 연구소에서 출판되었다. 첫 2만 5천 부는 “Şərq-Qərb” 인쇄소에서 출판되어 일부 도서관과 기타 기구에 무료로 배포되었다.
2007년에는 〈아제르바이잔〉(아제르바이잔어: Azərbaycan)이라는 이름의 특별권이 출판되었다. 2009년에는 《아제르바이잔 국가 백과사전》의 제1권이 출판되었다. 한 권당 800~900쪽 정도에 총 20권이 출판될 예정이며, 한 권당 3만 부가 발행될 예정이다.

## 판
- Azərbaycan // Azərbaycan Milli Ensiklopediyası — ISBN 978-9952-441-01-7.
- A – Argelander // Azərbaycan Milli Ensiklopediyası — ISBN 978-9952-441-02-4.
- Argentina – Babilik // Azərbaycan Milli Ensiklopediyası — ISBN 978-9952-441-05-5.
- Babilistan – Bəzirxana // Azərbaycan Milli Ensiklopediyası — ISBN 978-9952-441-07-9.
- Bəzirxana – Brünel // Azərbaycan Milli Ensiklopediyası — ISBN 978-9952-441-03-1.
- Büssel – Çimli-podzol torpaqlar // Azərbaycan Milli Ensiklopediyası — ISBN 978-9952-441-10-9.
- Çin – Dərk // Azərbaycan Milli Ensiklopediyası — ISBN 978-9952-441-11-6.

### 러시아어판
《아제르바이잔 국가 백과사전》의 러시아어판은 500부로 출판되었다. 이는 아제르바이잔의 전반을 다룬다. 2012년에는 러시아어로 된 특별권이 독일에서 출판되었다.

## 같이 보기
- 아제르바이잔 소비에트 백과사전